# Micro-région de Csongrád
La micro-région de Csongrád (en hongrois : csongrádi kistérség) est une micro-région statistique hongroise rassemblant plusieurs localités autour de Csongrád.